# Naturschutzgebiet Lengwiler Weiher
Das Naturschutzgebiet Lengwiler Weiher, das sich 505 m. ü. M. befindet, besteht aus drei Weihern, dem Gross-, dem Pfaffe- und dem Neuweiher. Die drei Weiher liegen in der Nähe von Kreuzlingen (Kanton Thurgau, Schweiz). Der Lengwiler Weiher wird vom Loggebach gespeist und gibt sein Wasser dann weiter in den Chogebach und den Geissbärgerbach. Er beherbergt viele Tier- und Pflanzenarten, wie Biber oder auch Orchideen.

## Beschreibung
Das Naturschutzgebiet Lengwiler Weiher befindet sich südöstlich des Zentrums von Kreuzlingen. Dieses Naturschutzgebiet besteht aus Bachläufen durchzogenen Wäldern und Flachmooren. Der Raum des Lengwiler Weihers ist durch die verkehrsfreie, ruhige Lage und eine sorgfältige Pflege besonders artenreich. Dieses Terrain bietet Lebensraum für viele Wasserpflanzen, Amphibien und Wasservögel. Mitten im Areal steht die Pro-Natura-Hütte. Bei dieser Hütte werden viele Ausflüge und Exkursionen von Pro Natura Thurgau gestartet, und ermöglichen Naturkunde vor Ort: Weiher, Moore, Feuchtwiesen, die Wälder, Bachläufe und Tümpel werden zum lebendigen Klassenzimmer. Man kann dieses Gebiet auch selbst auf den Wanderwegen erkunden, hierbei ist es jedoch wichtig, dass man auf den Wegen bleibt, um nicht das Naturschutzgebiet und somit den Lebensraum für die verschiedenste Arten zu schädigen.

## Entstehung und Geschichte
Der Lengwiler Weiher wurde ursprünglich von Mönchen künstlich angestaut. Diese Mönche, die von der Insel Reichenau kamen, nutzten das angestaute Gewässer hauptsächlich zur Zucht von Karpfen. Die Wasserkraft der Bäche (zum Beispiel des Krebsbaches) wurde für Mühlenbetriebe des Klosters genutzt. Damit der Zufluss sichergestellt wurde, legte man bei jeder Mühle einen Mühlenweiher an. Da die Wasserführung des Bachs sich nicht mehr für einen gleichmässigen Mühlenbetrieb eignete, hielt man in höher gelegenen Stauweihern das Wasser zurück. Bei Bedarf ließ man dieses Wasser in die Mühleweiher ab. Die Lengwiler Weiher waren also Restbestände eines Stauweihersystems. Der Grossweiher wurde durch eine Dammschüttung quer zum Tobel gebildet. Durch eine Röhre unter dem Damm floss das Wasser in den tiefer gelegenen Pfaffenweiher. Heute ist diese Rohrverbindung jedoch nicht mehr vorhanden. Dieser Weiher erhält genauso wie der Neuweiher sein Wasser durch das Überlaufen des Grossweihers. Vom Spätmittelalter bis Mitte des 20. Jahrhunderts nutzte die Gemeinde Kreuzlingen die Weiher als Wasserspeicher und als Quelle zum Betrieb einer Wassermühle. Später wollte man die Weiher als Abfallgrube verwenden, dieser Plan wurde jedoch noch in letzter Sekunde verhindert und führte schliesslich dazu, dass Pro Natura Thurgau mit Hilfe des Kantons Thurgau, des Bundes und der Stadt Kreuzlingen die Weiher sowie umliegendes Gebiet erwerben konnte.

## Flora und Fauna
Der Lengwiler Weiher ist der Lebensraum für gängige Teichpflanzen, für verschiedene Amphibien und sonstige Wasserbewohner. Ausserdem wird der Lengwiler Weiher Naturschutzgebiet auch von Fröschen, Ringelnattern, Bibern, Fluss-Seeschwalben und Libellen bewohnt. Der Lengwiler Weiher wird von einer Vielfalt an Pflanzen bewachsen, wie unter anderem Orchideen und Schwertlilien. Selten gewordene Amphibienarten wie der Kammmolch oder der Fadenmolch nutzen die Tümpel des Naturschutzgebiets als Lebensraum. Damit sich diese Bewohner weiterhin wohlfühlen, werden gelegentlich neue Tümpel angelegt und die Tümpel renaturiert. Durch diese Aktionen profitieren aber nicht nur die Amphibien, sondern auch äusserst seltene Libellen, diese sind ebenso auf die seichten Gewässer angewiesen.

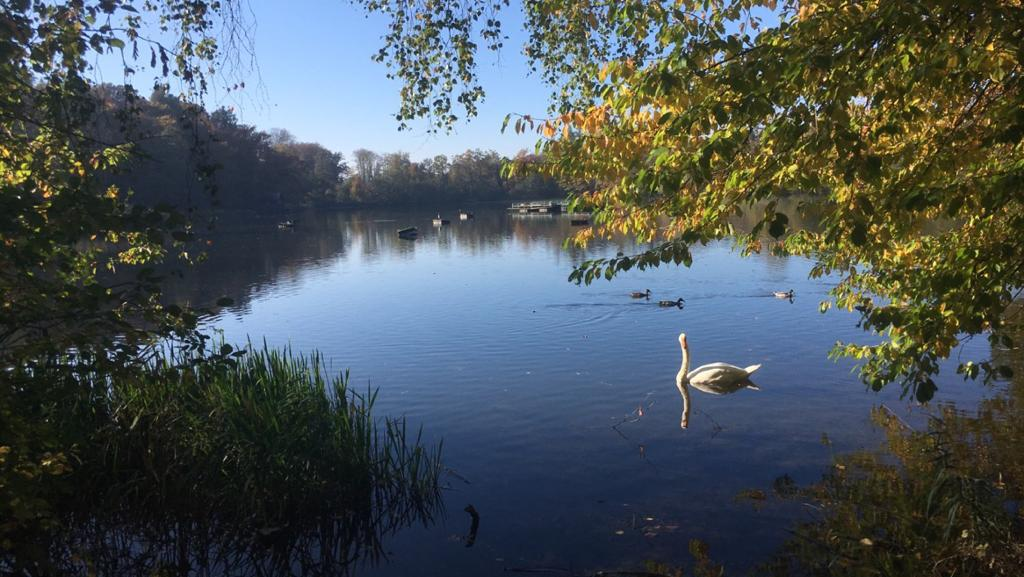
Grossweiher im Sommer

Der Neuweiher ist aus der Sicht der Biodiversität das wichtigste Biotop der Lengwiler Weiher. Der Neuweiher ist eines von 21 Flachmooren im Thurgau. Durch die Erhaltung und Regeneration des Neuweihers werden die standortheimische Fauna und Flora sowie geomorphologische Grundlagen geschützt.
2010 wurde nach zwei Jahrhunderten wieder ein Biber gesichtet. Die genaue Rückkehr des Bibers ist nicht datierbar. Im Bommer Weiher hausen die Nagetiere schon seit 2002 und sind wahrscheinlich auch von dort zum Lengwiler Weiher gekommen.
Viele beim Lengwiler Weiher aufzufindende Tier- sowie Pflanzenarten sind bedroht, wie zum Beispiel die Sibirische Winterlibelle.

## Pro Natura Thurgau

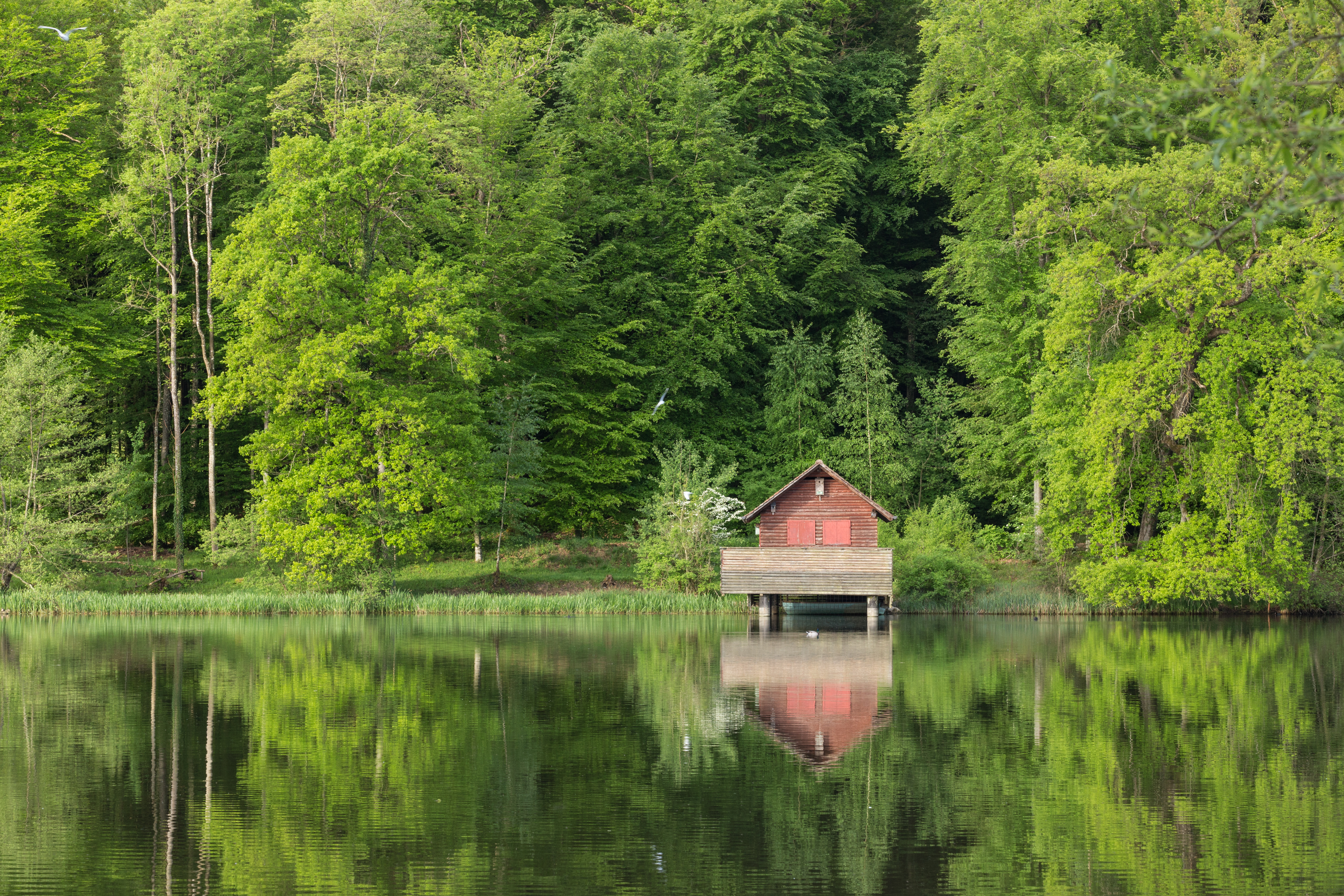
Grossweiher mit ProNatura Hütte

Das Naturschutzgebiet Lengwiler Weiher ist das grösste Schutzgebiet, das Pro Natura Thurgau besitzt. Pro Natura Thurgau gibt es schon seit über 50 Jahren, seitdem setzt sich Pro Natura Thurgau für den Erhalt der Kulturlandschaft, für die Sicherung und Förderung bedrohter Tier- und Pflanzenarten ein. Pro Natura Thurgau besitzt mehrere Naturschutzgebiete, die sie pflegen und gezielt aufwerten, damit seltene Pflanzen und Tiere ideale Bedingungen vorfinden. Ausserdem setzt sich Pro Natura Thurgau immer wieder bei politisch bei umweltrelevanten Themen ein. Durch Pro Natura werden viele lehrreiche Exkursionen über unter anderem zum Thema Umweltschutz beim Lengwiler Weiher durchgeführt. Ausgangspunkt ist die Pro Natura Thurgau Hütte. Diese befindet sich neben dem Grossweiher.

## Pro Forst

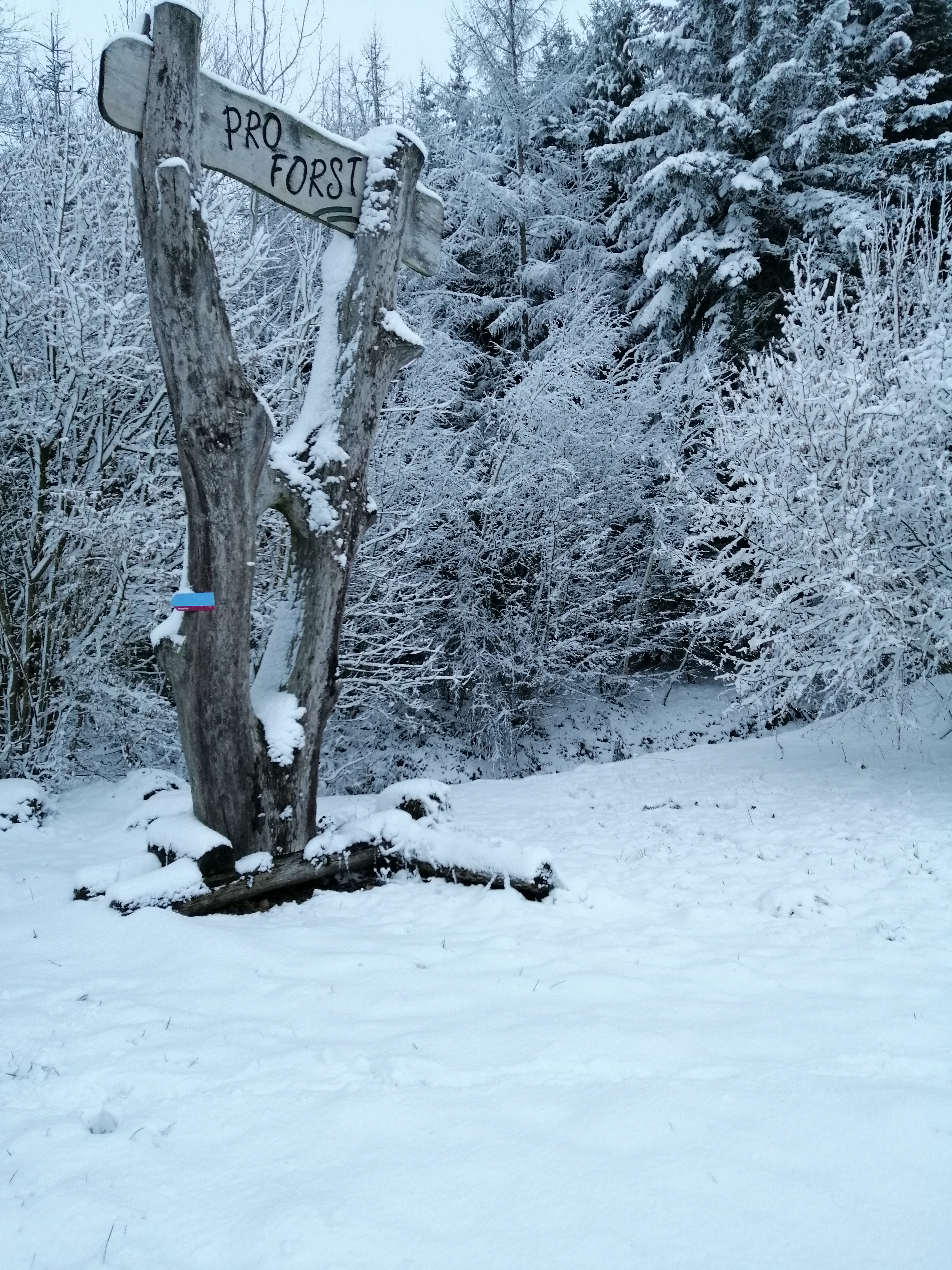
Pro Forst Schild

Die Betriebsgemeinschaft „Pro Forst“ ist eine Gemeinschaft, die für die Bewirtschaftung bestimmter Wälder und die Erbringung von Dienstleistungen zugunsten von anderen. Pro Forst wurde 2000 gegründet. Zu Pro Forst gehören 427,22 Hektare Wald, die auf 4 Waldbesitzer verteilt sind: Schuppiskorporation Emmishofen, Bürgergemeinde Bottighofen, Bürgergemeinde Kreuzlingen und Staatswald Kreuzlingen. Der Lengwiler Weiher ist ebenfalls Teil des Waldes, für den Pro Forst zuständig ist. Ausserdem befindet sich das Waldhaus Bärenhölzli von der Pro Forst-Gemeinschaft im Waldteil des Lengwiler Weihers. Das Bärenhölzli kann gebucht werden, um Firmenanlässe oder sonstige Veranstaltungen durchzuführen.